# Maxx Crosby
Maxx Robert Crosby (Lapeer, Míchigan; 22 de agosto de 1997) es jugador profesional estadounidense de fútbol americano que juega en la posición de defensivo exterior y actualmente milita en los  Raiders de Las Vegas de la National Football League (NFL). jugó fútbol americano universitario en Eastern Michigan y fue seleccionado por los Oakland Raiders en la cuarta ronda del Draft de la NFL de 2019.

## Primeros años
Crosby nació en Lapeer, Michigan, y se trasladó a Colleyville, Texas durante la adolescencia.Su primer nombre, Maxx se debe a lo grande que fue al nacer (11 libras, 9 onzas).Estudió en Colleyville Heritage High School en Colleyville, Texas.
La madre de Crosby, Vera Crosby, es de origen albanés y serbio. Su abuelo materno de Crosby  pertenece al clan albanés Ulaj, del pueblo de Koja e Kuçit en Montenegro. Cuando le preguntaron sobre sus raíces serbias en su cuenta de Instagram, Crosby respondió con najbolji smo, najjaci, que en serbio significa "somos los mejores, [somos] los más fuertes". Añadió un emoticono de un águila, ya que Águilas es un apodo tanto para los equipos deportivos nacionales de Serbia como para sus grupos de seguidores.   

## Carrera universitaria
Crosby jugó fútbol americano universitario en Eastern Michigan de 2015 a 2018. Eastern Michigan fue el único programa de fútbol universitario que le hizo una oferta a Crosby.  Crosby fue seleccionado en el primer equipo del All-MAC en 2017 y 2018. Fue incluido en el Anillo de Honor de la escuela en 2023. 

## Carrera profesional

### Raiders de Oakland/Las Vegas

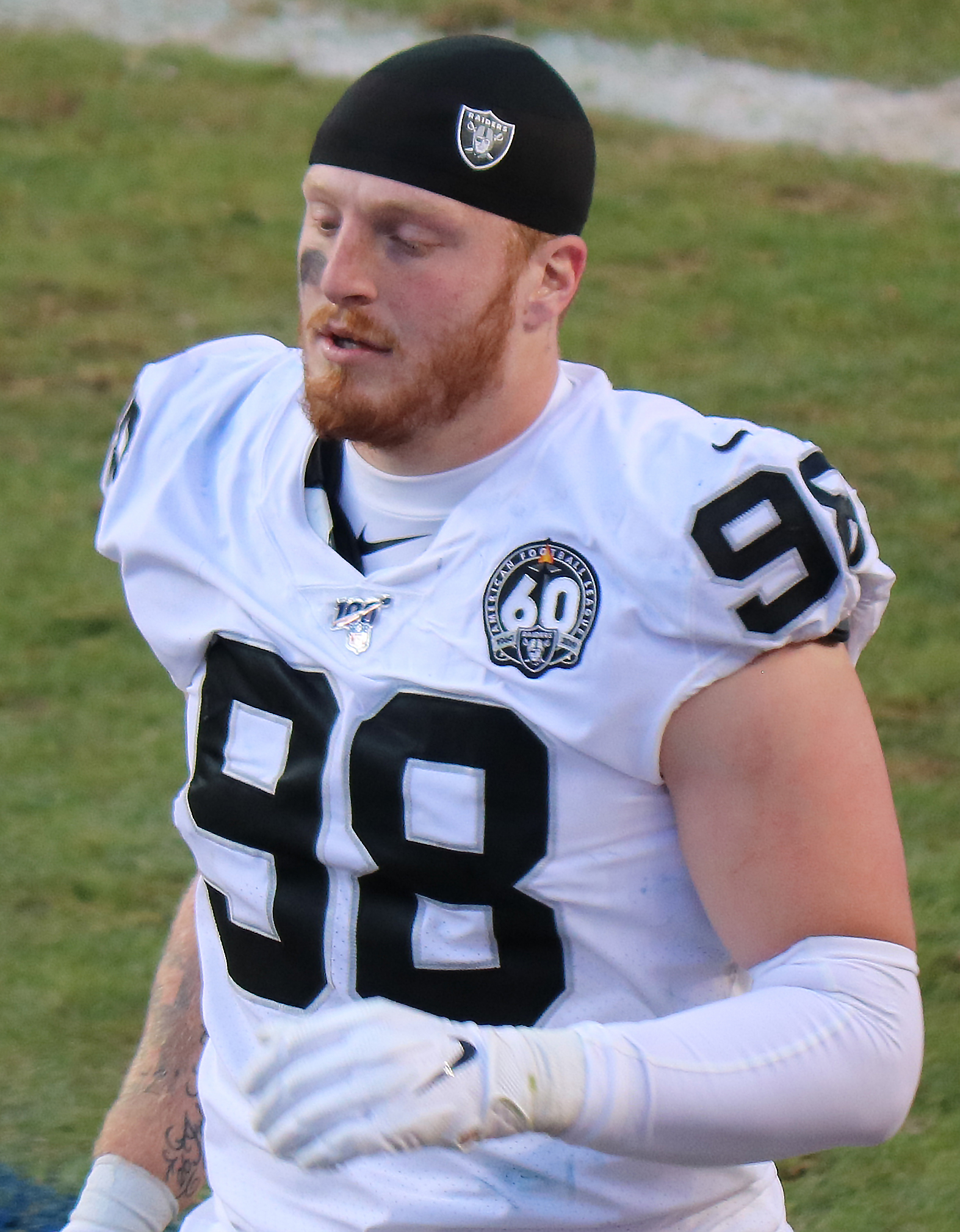
Crosby con los Oakland Raiders en su temporada de novato.

Crosby fue seleccionado por los Oakland Raiders en la cuarta ronda (puesto 106 ) del Draft de la NFL de 2019.  

#### 2019
Crosby debutó en la semana 1 contra los Denver Broncos, donde Crosby hizo 6 tacleadas en la victoria por 24-16. En la semana 5 contra los Chicago Bears, Crosby realizó el primer captura de su carrera sobre Chase Daniel en la victoria 24-21.  En la semana 11 contra los Cincinnati Bengals, Crosby derribó a Ryan Finley cuatro veces, una de las cuales fue una captura que fue recuperada por su compañero Maurice Hurst Jr. en su victoria por 17-10. Por sus esfuerzos, Crosby ganó el premio al Jugador Defensivo de la Semana de la AFC.  Sus cuatro sacks fueron la mayor cantidad de capturas realizadas en un solo partido por un novato en la historia de la franquicia, también por un Raider en un solo partido desde 2015. En 2015, cuando Khalil Mack registró cinco capturas mientras enfrentaba a los Denver Broncos. En la semana 17 contra los Broncos, Crosby hizo 1.5 capturas a su compañero novato Drew Lock en la derrota de los Raiders por 15-16. Crosby terminó su temporada de novato con diez sacks, 47 tacleadas en total, cuatro pases defendidos y cuatro balones sueltos forzados. 

#### 2020
Crosby fue colocado en la lista de reserva/ COVID-19 por el equipo el 6 de agosto de 2020, y fue activado el 14 de agosto 
En la semana 3 contra los New England Patriots, Crosby registró sus dos primeros sacks de la temporada sobre Cam Newton durante la derrota de 36–20.En la semana 5, contra los Kansas City Chiefs, Crosby registro su primer placaje al MVP de Super Bowl, Patrick Mahomes en la victoria de los Raider por 40–32 win.En la semana 17 contra los Denver Broncos, Crosby realizó un placaje a Drew Lock y bloqueo dos goles de campo en la victoria por 32–31. Crosby fue nombrado Jugador de la Semana de los Equipos Especiales de la AFC por su rendimiento.Terminó la temporada con siete sacks, 39 tacleadas totales y un pase defendido.

#### 2021

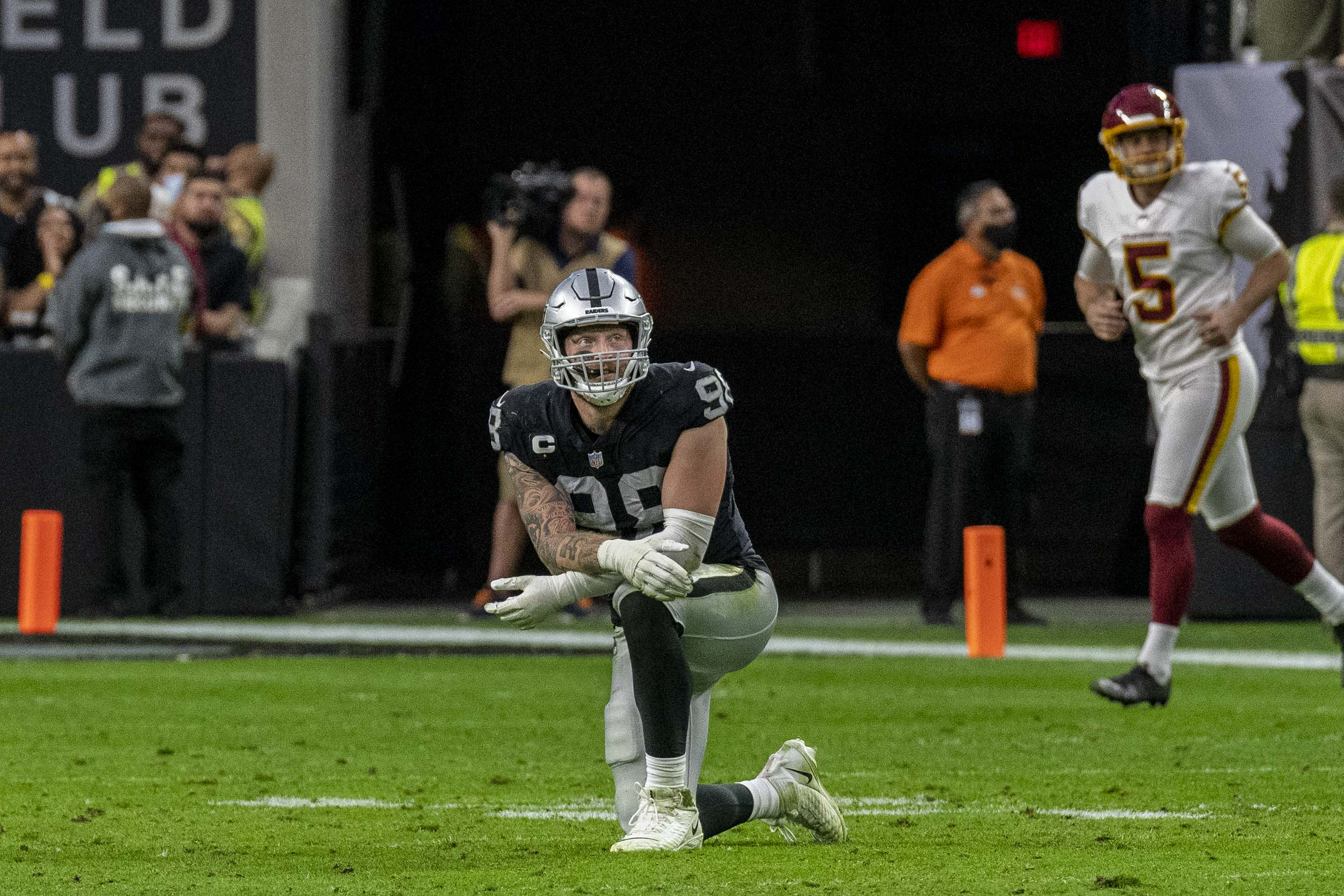
Crosby durante un partido en 2021 con Las Vegas Raiders

En la semana 1 de la temporada 2021, Crosby registró seis tacleadas, dos tacleadas por pérdida y dos capturas en la victoria por 33-27 sobre los Baltimore Ravens. Por sus esfuerzos, obtuvo el segundo honor de Jugador Defensivo de la Semana de la AFC en su carrera.  En la semana 6, Crosby registró seis tacleadas, 12 presiones y un récord de temporada de tres capturas en la victoria por 34-24 sobre los Denver Broncos.  En la semana 18, Crosby obtuvo su tercer honor de Jugador Defensivo de la Semana de la AFC, que fue el segundo de la temporada, por registrar seis tacleadas, tres tacleadas por pérdida, cuatro golpes al mariscal de campo, 11 presiones, dos sacks y tres pases defendidos contra el  Los Ángeles Chargers. 
Crosby establecería una serie de récords personales esa temporada, que incluyen pases defendidos (7) y una cantidad líder del equipo de golpes de mariscal de campo (30), más del doble de sus máximos de su carrera en ese momento para ambas estadísticas.  Crosby fue nombrado corredor de ventaja All-Pro del segundo equipo de 2021 por Associated Press. Sus compañeros lo clasificaron en el puesto 59 en el Top 100 de jugadores de la NFL de 2022. 

#### 2022
En 11 de marzo de 2022 (después de dos años de no tomar), Crosby firmó una extensión de cuatro años y 98.98 millones de dólares con los Raiders.Terminó la temporada con un récord de carrera de 12.5 sacks, 89 tacleadas totales, cuatro pases defendidos y tres balones sueltos forzados.Lideró la NFL en tacleadas por perdida con 22,y fue nombrado 2022 Pro Bowler por su desempeño en la temporada.

#### 2023
En la semana 5 contra los Green Bay Packers, Crosby registró cuatro tacleadas por perdida, la mayor cantidad en la liga esa semana, y un saco y fue nombrado Jugador Defensivo de la Semana de la AFC por su actuación.

## Estadísticas de carrera en la NFL
| Año     | Equipo  | Juegos             | Juegos | Entradas | Entradas | Entradas | Entradas | Entradas | Intercepciones | Intercepciones | Intercepciones | Intercepciones | Intercepciones | balones sueltos | balones sueltos | balones sueltos | balones sueltos | balones sueltos |
| Año     | Equipo  | médico de cabecera | GS     | cmb      | Solo     | Ast      | sck      | sfty     | En t           | yardas         | GNL            | DT             | PD             | FF              | FR              | yardas          | DT              |                 |
| ------- | ------- | ------------------ | ------ | -------- | -------- | -------- | -------- | -------- | -------------- | -------------- | -------------- | -------------- | -------------- | --------------- | --------------- | --------------- | --------------- | --------------- |
| 2019    | OAK     | 16                 | 10     | 47       | 36       | 11       | 10.0     | 0        | 0              | 0              | 0              | 0              | 4              | 4               | 0               | 0               | 0               |                 |
| 2020    | LV      | 16                 | 16     | 39       | 20       | 19       | 7.0      | 0        | 0              | 0              | 0              | 0              | 1              | 0               | 1               | 0               | 0               |                 |
| 2021    | LV      | 17                 | 17     | 56       | 36       | 20       | 8.0      | 0        | 0              | 0              | 0              | 0              | 7              | 0               | 0               | 0               | 0               |                 |
| 2022    | LV      | 17                 | 17     | 89       | 58       | 31       | 12.5     | 0        | 0              | 0              | 0              | 0              | 4              | 3               | 1               | -3              | 0               |                 |
| 2023    | LV      | 11                 | 11     | 65       | 38       | 27       | 10.5     | 0        | 0              | 0              | 0              | 0              | 2              | 1               | 1               | 0               | 0               |                 |
| Carrera | Carrera | 77                 | 71     | 296      | 188      | 108      | 48.0     | 0        | 0              | 0              | 0              | 0              | 18             | 8               | 3               | -3              | 0               |                 |

## Vida personal
En marzo de 2020, Crosby ingresó en rehabilitación por alcoholismo. En febrero de 2022, Crosby se comprometió con Rachel Washburn y tuvieron su primera hija el 13 de octubre de 2022.  El 4 de marzo de 2023, Crosby y Washburn se casaron en Nevada. 
En 2023, Crosby se tatuó el pecho con las palabras "Be Legendary" y las imágenes de Muhammad Ali, Kobe Bryant, y Michael Jordan. El tatuaje también incluye una imagen de su hija de bebé.